# Moon Man
Moon Man (en chino simplificado, 独行月球) es una película china de ciencia ficción de 2022 coescrita y dirigida por Zhang Chiyu, y protagonizada por Shen Teng y Ma Li. La película es una adaptación de la serie de webcómics Moon You del ilustrador surcoreano Cho Seok. Cuenta la historia del "último ser humano del universo", un astronauta que se encuentra varado en la Luna después de que un asteroide parezca acabar con la vida en la Tierra.
La película se estrenó en China el 29 de julio de 2022 y recaudó más de $460 millones en todo el mundo, convirtiéndose en la novena película más taquillera de 2022.

## Argumento
Dugu Yue, un antiguo ingeniero de dinámica de vuelo, es contratado como hombre de mantenimiento para el Proyecto Escudo Lunar de las Naciones Unidas (UNMS), una operación encabezada por el gobierno chino que pretende proteger a la Tierra de la llegada de un asteroide llamado "π". El plan consiste en desplegar un grupo de nuevos supermisiles, llamados Cosmic Strike Hammers, para destrozar el asteroide y luego utilizar la Luna para proteger a la Tierra de sus fragmentos. Ocho años después de su lanzamiento, los Martillos de Ataque Cósmico consiguen destrozar a "π", pero uno de los misiles se desvía de su curso debido a una tormenta solar, dejando algunos fragmentos del asteroide en dirección a la estación lunar de la UNMS. La instalación es evacuada apresuradamente, y en el caos Yue se queda accidentalmente atrás. Al llegar demasiado tarde para embarcar en el último cohete de evacuación, es testigo de cómo uno de los principales fragmentos impacta en la Tierra y parece acabar con toda la humanidad.
Considerándose el único ser humano que queda, Yue pasa el tiempo viviendo su enamoramiento no correspondido de Ma Lanxing, la comandante de su base, sin sospechar que algunos operadores de la UNMS, incluida la propia Lanxing, le han estado observando a través de la señal de videovigilancia de la estación. Una parte de la humanidad ha sobrevivido a la catástrofe en búnkeres subterráneos preconstruidos, pero la situación de la Tierra es desesperada por una nube de polvo global que bloquea la radiación del Sol. El presidente de la UMNS, Sun Guangyang, insta a establecer un enlace público de transmisión en directo con la estación para presentar a Yue como un modelo a seguir y así aumentar la esperanza entre la población superviviente. Como los enlaces de audio con la emisora se han cortado, se decide añadir un doblaje y una narración externa.
Yue descubre que tiene compañía en forma de un temperamental canguro rojo llamado "King Kong Roo", dejado atrás por la división de investigación de la UNMS. Así, los primeros intentos de la UNMS de presentar a Yue como un superviviente salen cómicamente mal cuando los dos empiezan a pelearse por los almacenes de comida de la estación. Durante una breve pausa, Kong roza accidentalmente con su cola algunos cables de comunicación expuestos, lo que provoca algunos sonidos de estática que llevan a Yue a creer que algunas personas de la Tierra siguen vivas. Decide alcanzar algunos equipos sobrantes de una 18.ª misión Apolo abandonada para llegar a la estación espacial UNMS en la órbita lunar y utilizar una cápsula de escape para regresar a la Tierra. Yue comienza a reparar el módulo de aterrizaje lunar, pero para iniciar el despegue necesita el primer prototipo de Martillo de Ataque, que está almacenado en otra estación en Lacus Perseverantiae. A pesar de los graves contratiempos en el camino, consigue recuperar el Martillo de Ataque, pero de vuelta a la estación descubre la intromisión accidental de Kong, lo que le hace creer que, al parecer, ha estado viviendo de falsas esperanzas. Desesperado, abandona sus esfuerzos, pero Lanxing llama a los supervivientes de la humanidad para que le envíen una señal luminosa combinada, diciéndole así que no está solo.
Con su confianza renovada, Yue establece un contacto audiovisual completo con la sede de la UNMS de la Tierra, que le ayuda a coordinar sus esfuerzos de reparación. En un momento de intimidad, Yue confiesa a Lanxing que ella fue la única razón por la que contrató la misión de la UNMS, y una Lanxing profundamente conmovida se disculpa por haberle dejado atrás. Yue finalmente completa el módulo de despegue y llega a la estación espacial lunar, pero justo entonces la UNMS se entera de que otro fragmento importante de "π", designado "π+", está en curso de colisión con la Tierra, amenazando con aniquilar por completo toda la vida del planeta. Al enterarse de la noticia, Yue se ofrece como voluntario para guiar su módulo de aterrizaje hacia "π+" para que la ojiva del Martillo de Ataque pueda destruirlo, pero en su camino choca con los restos de "π", que inutilizan el motor del misil. Sabiendo que es la última esperanza de la humanidad, se sacrifica heroicamente dirigiendo personalmente la ojiva con los propulsores de su traje espacial, destruyendo a "π+".
Más de diez años después, una vez que el polvo que rodea el globo se ha despejado de forma natural, la civilización humana se ha reconstruido e incluso ha empezado a avanzar más allá de sus niveles previos al impacto. Lanxing regresa a la estación lunar, donde imagina que se le une el espíritu de Yue para ver cómo los restos de "π+" se asientan en una órbita estable alrededor de la Tierra como un anillo planetario.

## Reparto
- Shen Teng como Dugu Yue
- Ma Li como Ma Lanxing
- Chang Yuan como Zhu Pite
- Li Chengru como Sun Guangyang
- Huang Cailun como Hulusi
- Lamu Yangzi como Wei Lasi
- Hao Han como King Kong Roo, el canguro rojo
- Huang Zitao como un actor

## Banda sonora
| N.º | Título                                                            | Cantante(s)                                | Duración     |  |
| 1.  | «Tell You Softly (轻轻地告诉你)» (Canción promocional)            | Shen Teng/ Ma Li                           | 251 segundos |  |
| 2.  | «The Love You Left Behind (你留下的爱)» (Tema de apertura)        | Coco Lee                                   |              |  |
| 3.  | «Moon Doesn't Go, I Have To Go (月亮不走我得走)» (Tema de cierre) | Jin Zhiwen                                 | 220 segundos |  |
| 4.  | «I Don't Feel Good Lately (最近比较烦)» (Interludio)              | Shen Teng/ Ma Li/ Chang Yuan/ Huang Cailun |              |  |

## Recepción

### Crítica
Douban, un importante sitio de calificación de medios de comunicación chinos, dio al drama un 6.8 sobre 10. El agregador de reseñas Rotten Tomatoes enumeró tres críticas de la película, todas ellas positivas.
La crítica Carla Hay ha elogiado especialmente la película, que dice que "toma algunos elementos conocidos de las historias de "supervivientes varados" y les da un giro único que pueden disfrutar personas de muchas generaciones diferentes".

### Taquilla
Hasta el 31 de octubre de 2022, Moon Man recaudó un total de $460.2 millones en la taquilla china. En su fin de semana de estreno, la película recaudó 147,93 millones de dólares, convirtiéndose en el fin de semana de estreno más taquillero en China desde The Battle at Lake Changjin II. By August 3, the film passed $200 million at the box office. La película cayó un 54.6% en su segundo fin de semana, y superó los $300 millones el 8 de agosto. El 19 de agosto, la película abandonó el número uno de la taquilla después de 22 días, siendo superada por New Gods: Yang Jian. El 22 de agosto, la película superó los $400 millones.